# Paronchestus pasimachus
Paronchestus pasimachus är en insektsart som först beskrevs av John Obadiah Westwood 1859.  Paronchestus pasimachus ingår i släktet Paronchestus och familjen Phasmatidae. Inga underarter finns listade i Catalogue of Life.